# Disa brevipetala
Disa brevipetala är en orkidéart som beskrevs av Hans Peter Linder. Disa brevipetala ingår i släktet Disa och familjen orkidéer. Inga underarter finns listade i Catalogue of Life.